# Paris Bordone

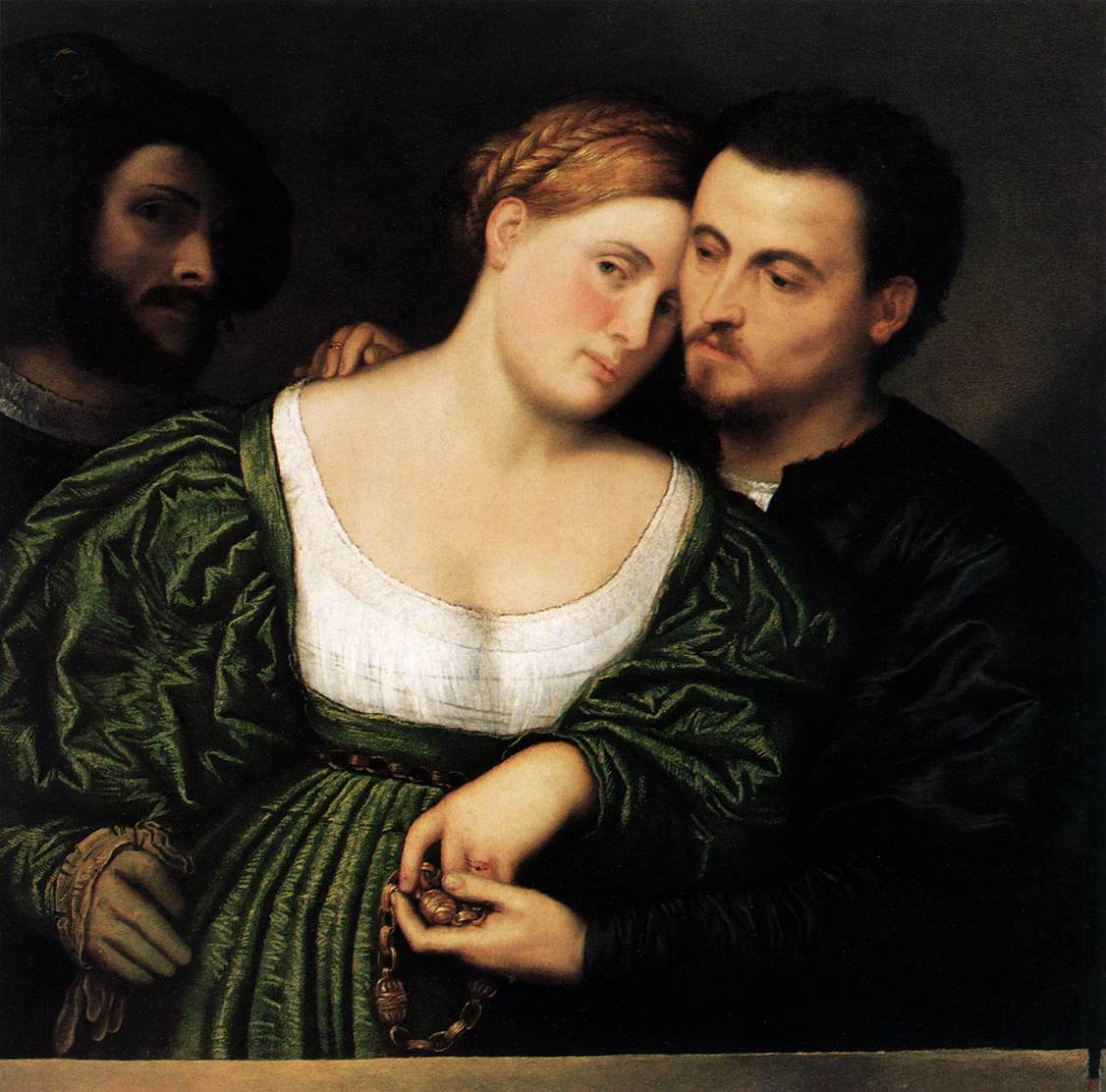
Venezianisches Liebespaar (Mitte 16. Jahrhundert)

Paris Bordone, auch Paris Bordon (* um 1500 in Treviso; † 19. Januar 1570 more veneto, also 1571, in Venedig) war ein Maler der venezianischen Schule.

## Biografie
Paris Bordone war vermutlich um 1516 zwei Jahre lang ein Schüler Tizians. Er wurde 1538 von Franz I. nach Frankreich berufen, wo er den König und die vornehmsten Herren und Damen malte. Mit Ehren überhäuft, erhielt er 1540 von den Fuggern in Augsburg die Einladung, ihr Schloss auszumalen. Danach ging er 1540 nach Venedig zurück, wo er am 19. Januar 1570 starb.
Er war auch in Treviso, Vicenza, Crema, Genua und Turin tätig. Meyers Konversations-Lexikon schreibt: „In seinen zahlreichen Porträts, von denen die weiblichen besonders gelungen sind, weiß er durch die Pracht und den Reichtum des Kolorits eine bezaubernde Wirkung hervorzubringen, während er in großen Historienbildern oft bunt und hart ist. Doch hat er auch hier in der Überreichung des Ringes durch den Fischer an den Dogen (Akademie in Venedig) ein Werk geschaffen, welches in der Komposition und dem satten Glanz des Kolorits zu den ersten Meisterwerken der venezianischen Schule gehört. In seinen idealen Frauengestalten schließt er sich an die Eleganz und Zartheit Palmas des Älteren an. Auch hat er Sittenbilder (Frauenbad in Wien), Allegorien und mythologische Gemälde geschaffen.“  Hauptbilder von ihm besitzen die Uffizien und Palazzo Pitti in Florenz, Treviso (Anbetung der Hirten), Genua, Mailand, Paris und Wien.

## Werke (Auswahl)
- Bathseba im Bade, Leinwand, 231 × 214 cm. Link zum Bild
- Ein Fischer überreicht dem Dogen den Ring des Hl. Markus, um 1535, Leinwand, 370 × 301 cm.
- Venezianisches Liebespaar, Leinwand, 95 × 80 cm.
- Flora, Venus und Mars, Leinwand, 108 × 129 cm.
- Familie mit dem Hl. Ambrosius und einem Schützling, Holz, 93 × 130 cm.
- Hl. Georg und der Drache, Holz, 290 × 189 cm.
- Sacra Conversazione mit den Heiligen Hieronymus und Antonius Abate sowie dem Stifter, Holz, 58 × 81 cm.
- Sacra Conversazione mit den Heiligen Johannes d. T., Maria Magdalena und Liberius, 85 × 117 cm.
- Neptun und Amphitrite, Leinwand, 106 × 98,5 cm, Dorotheum, 15. Oktober 2013.
- Zwei Schachspieler, Öl auf Ln, 116 × 184,7 cm, Gemäldegalerie Berlin
- Ecce Homo, Öl auf Leinwand, 102, 5 × 138 cm, Galerie Alter Meister Dresden

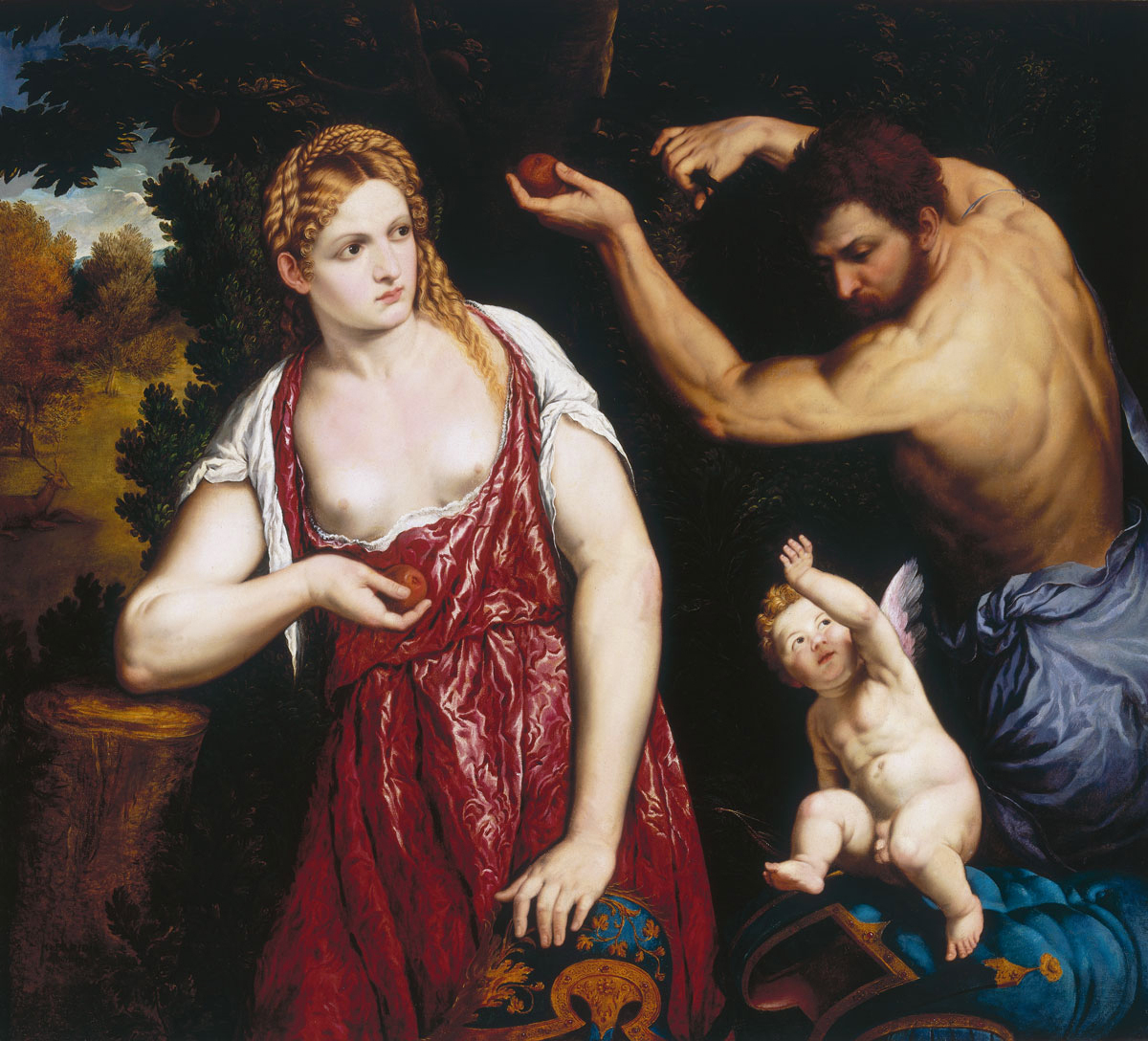
Venus und Mars mit Cupido
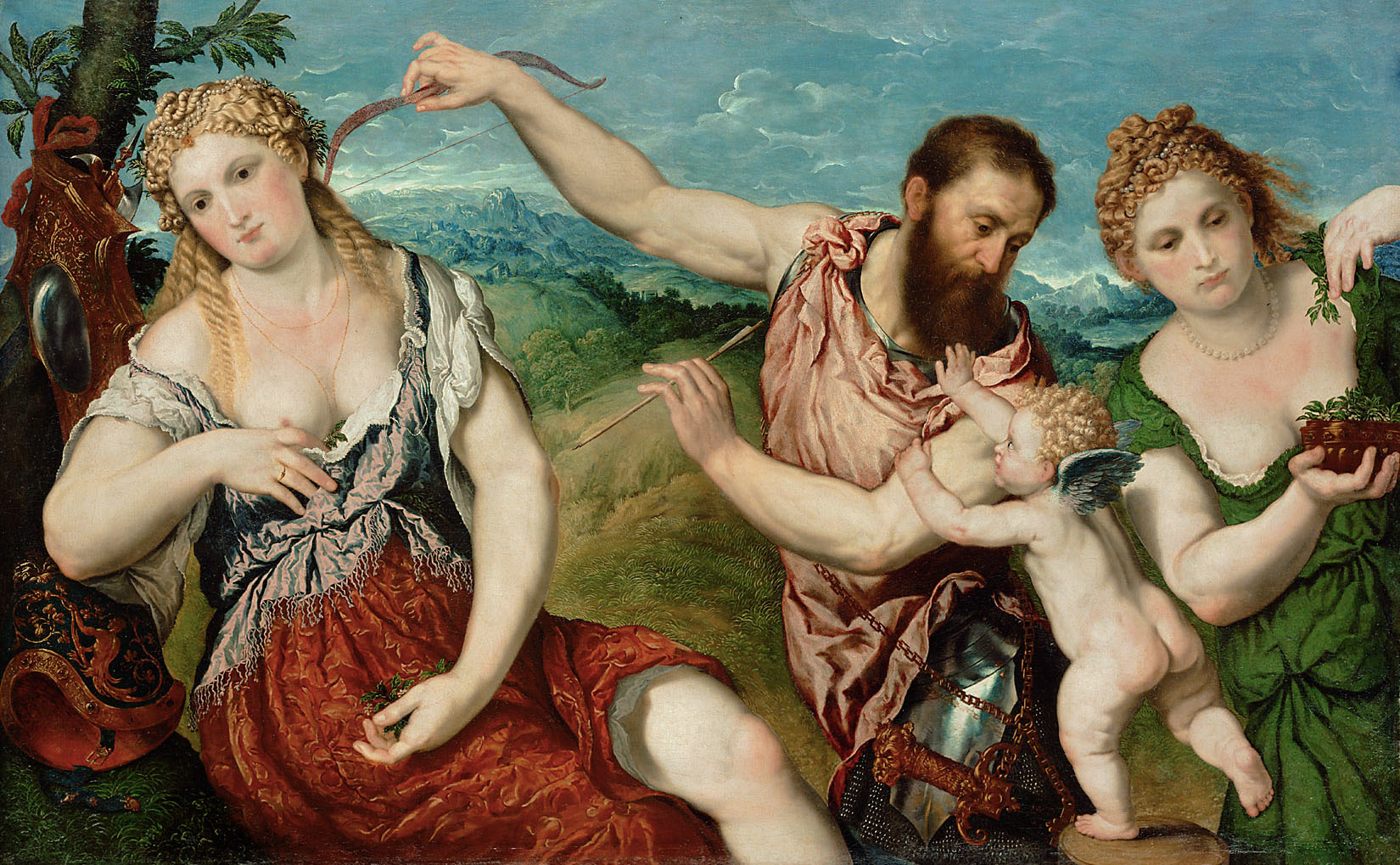
Allegorie
Junge Frau
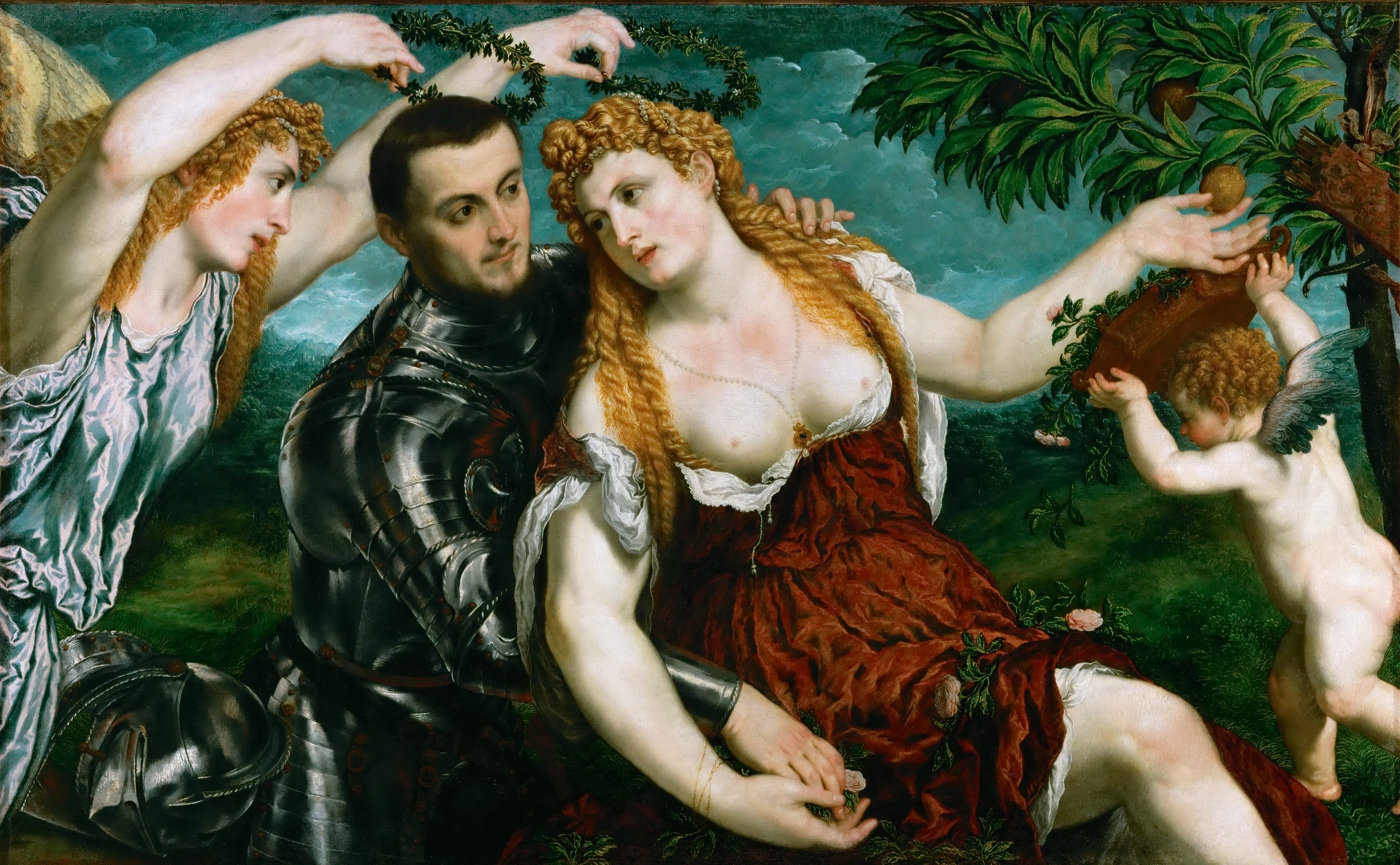
Venus, Mars und Cupido
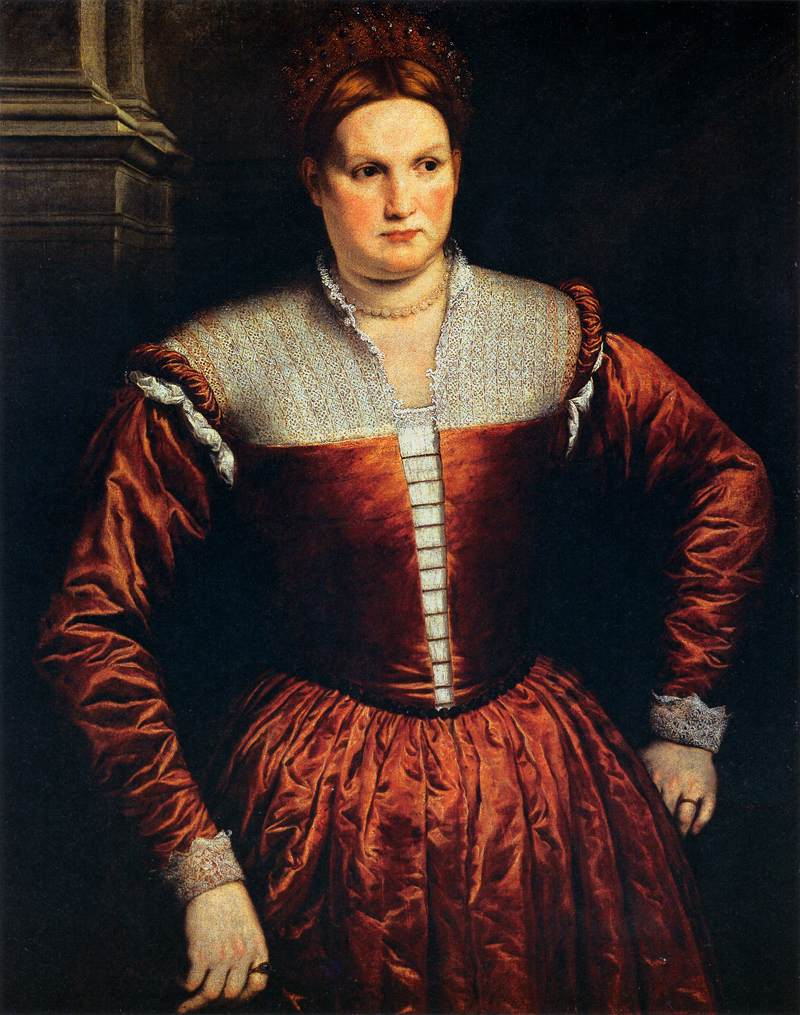
Bildnis einer Dame
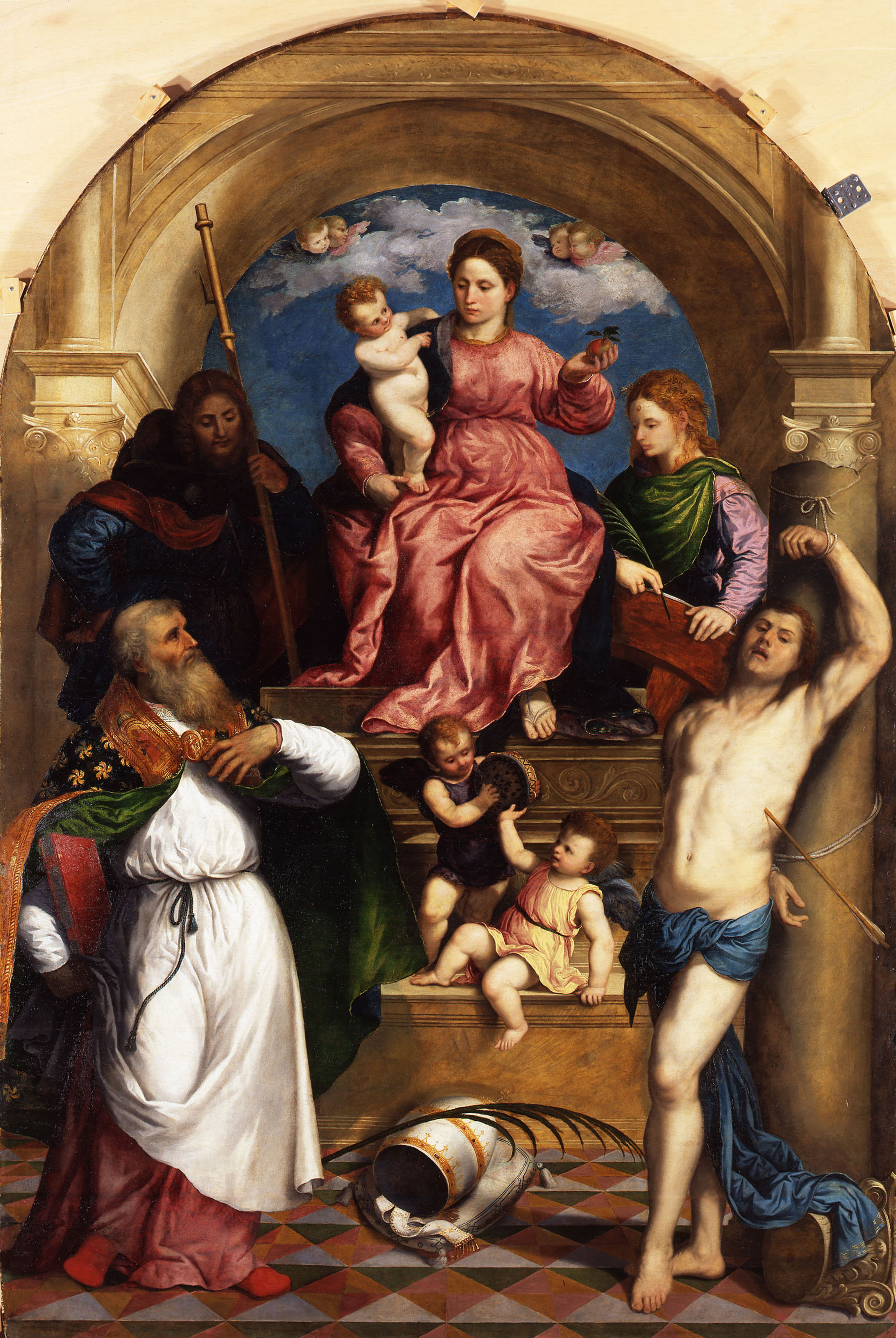
Sacra Conversazione
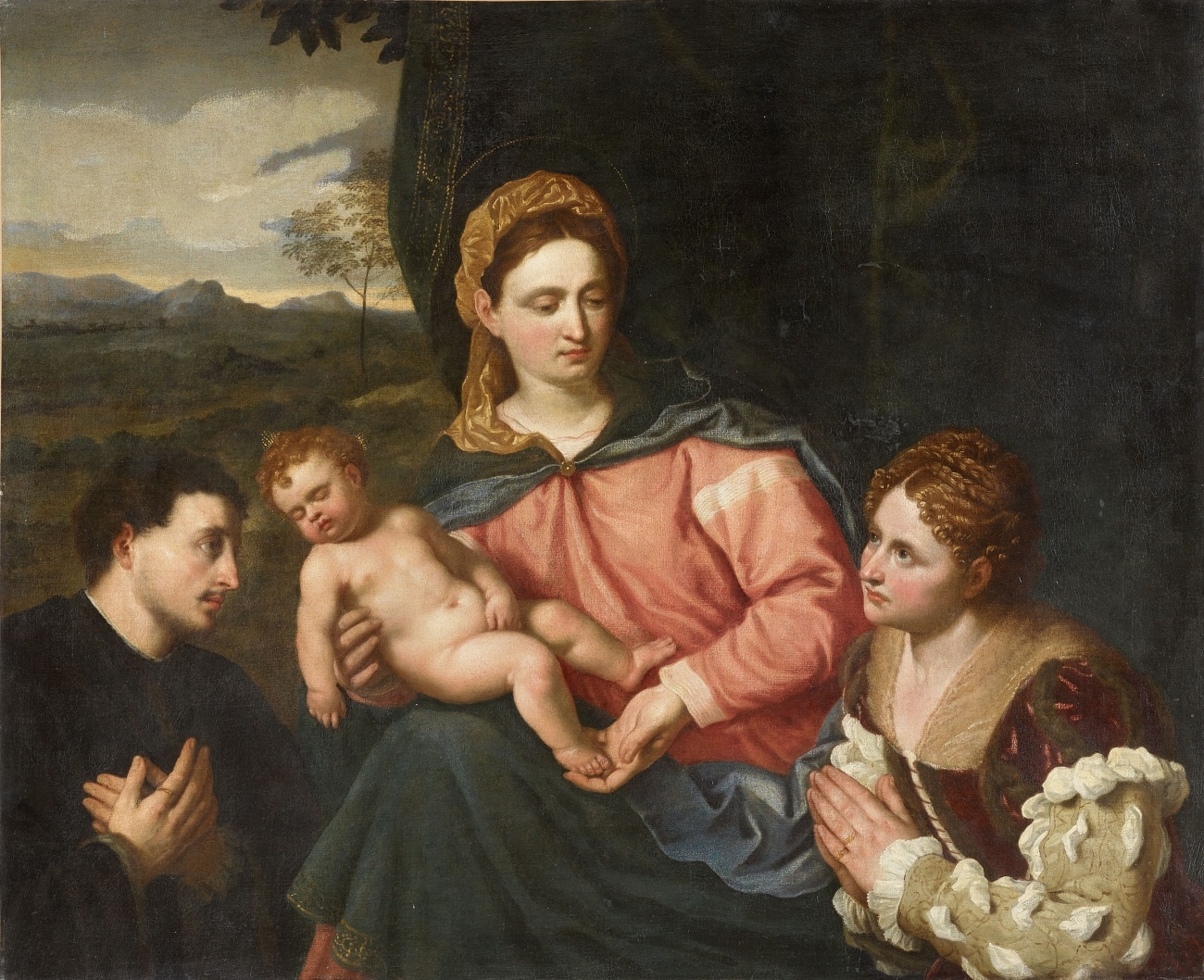
Madonne mit zwei Stiftern